# Spheric Universe Experience
Spheric Universe Experience ist eine französische Progressive-Metal-Band aus Nizza, die im Jahr 1999 unter dem Namen Gates of Delirium gegründet wurde.

## Geschichte
Die Band wurde im Jahr 1999 von Gitarrist Vince Benaim, Schlagzeuger Sam und Bassist John Drai unter dem Namen Gates of Delirium gegründet. Zusammen spielten sie ihre ersten Auftritte im Süden Frankreichs. Im Jahr 2001 kam Keyboarder Fred Colombo mit Sänger Alex zur Band. Sie änderten ihren Namen in Amnesya um, hielten weitere Auftritte und veröffentlichten ihr erstes Demo. Im August 2002 trennten sich leaving Vince Benaim, John Drai und Fred Colombo vom Rest der Band und änderten den Bandnamen in Spheric Universe Experience um. 
In den folgenden acht Monaten arbeitete die Band an ihrem Debütalbum und veröffentlichte im April 2003 mit Sänger Franck Garcia ein Demo. Das Demo namens The Burning Box wurde zu Intromental Management in Dänemark geschickt, wodurch die Band einen Managementrtrag mit diesem erreichte. Die Aufnahmen zum Debütalbum Mental Torments begann mit Schlagzeuger Volodia Brice im August 2003. Das Cover des Albums wurde vom schwedischen Künstler Mattias Norén erstellt. Anfang 2004 verließ Schlagzeuger Volodia Brice die Band wieder und fand im Frühling 2004 mit Guillaume Morero einen passenden Ersatz. Gegen Ende des Jahres wurde dieser wiederum durch Nicolas "Ranko" Muller ersetzt. Das zweite Album namens Anima wurde im Sommer 2006 von Charles Massabo im Coxinhell Studio und im Kallaghan Studio in Frankreich aufgenommen und in Dänemark in den Jailhouse Studios von Tommy Hansen gemastert. Das Cover wurde von Killustrations Media in Deutschland gestaltet. Das Album wurde im April 2007 weltweit über Sensory Records und exklusiv in Frankreich über Replica Records veröffentlicht.
Die Band begrüßte danach ihren neuen Schlagzeuger namens Christophe Briand. Im September 2008 trat die Band auf dem ProgPower USA in Atlanta auf. Danach begab sich die Band ins Studio, um ein weiteres Album aufzunehmen, das im Frühling 2009 veröffentlicht wurde. Im Herbst spielte die Band als Eröffnungsgruppe für Threshold durch Europa.

## Stil
Die Band spielt technisch anspruchsvollen Progressive Metal, der mit anderen Bands des Genres wie Dream Theater, Savatage, Symphony X und Pain of Salvation verglichen wird.

## Diskografie
- The Burning Box (Demo, 2003, Eigenveröffentlichung)
- Mental Torments (Album, 2005, Replica Records)
- Anima (Album, 2007, Sensory Records (weltweit), Replica Records (Frankreich))
- Unreal (Album, 2009, Sensory Records)
- The New Eve (Album, 2012, Nightmare Records)